# 23 Marina
23 Marina est un gratte-ciel résidentiel à Dubaï. La tour a 90 étages et une hauteur de 395 m (1 296 pieds).
Cette tour était encore en juin 2014 le deuxième plus haut immeuble résidentiel du monde, après la Princess Tower (414 m - 1 358 pieds) située elle aussi à Dubaï.
La tour compte 57 piscines, et chaque duplex dans la tour est équipé avec son propre ascenseur privé. La tour est composée de 291 appartements.